# 有期刑
有期刑（ゆうきけい）は、刑罰の種類。

## 概要
刑罰は、生命刑（死刑）・身体刑・自由刑・財産刑（罰金など）・名誉刑に大別されるが、有期刑は自由刑に含まれる。
有期刑は、身体の拘束により自由を奪う刑（自由刑）のうち、期間を定めたものをいう。典型的な様式に「懲役10年」など。
死ぬまで刑期が終了しないものは「無期刑」または「終身刑」と呼ばれ、有期刑には含まれない。法制度によっては寿命を遥かに上回る刑期を宣告できる場合があるが（たとえば「懲役724年」など）、この場合には実質的には無期刑となるものの、法律上は有期刑として扱われる。
日本の現行刑法では、有期懲役・有期禁錮・拘留の3種類がある。